# Vulkanfiber

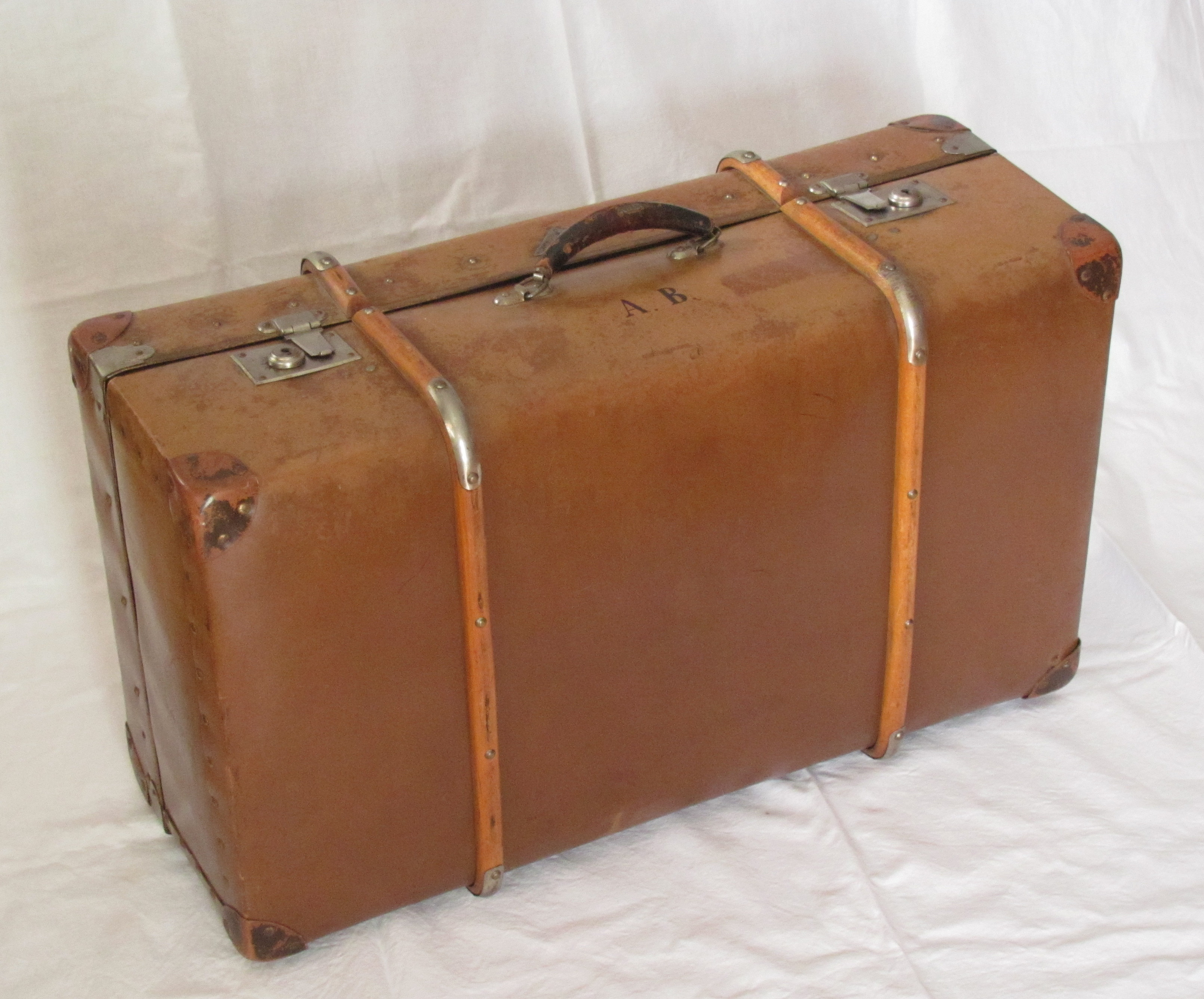
Resväska i vulkanfiber

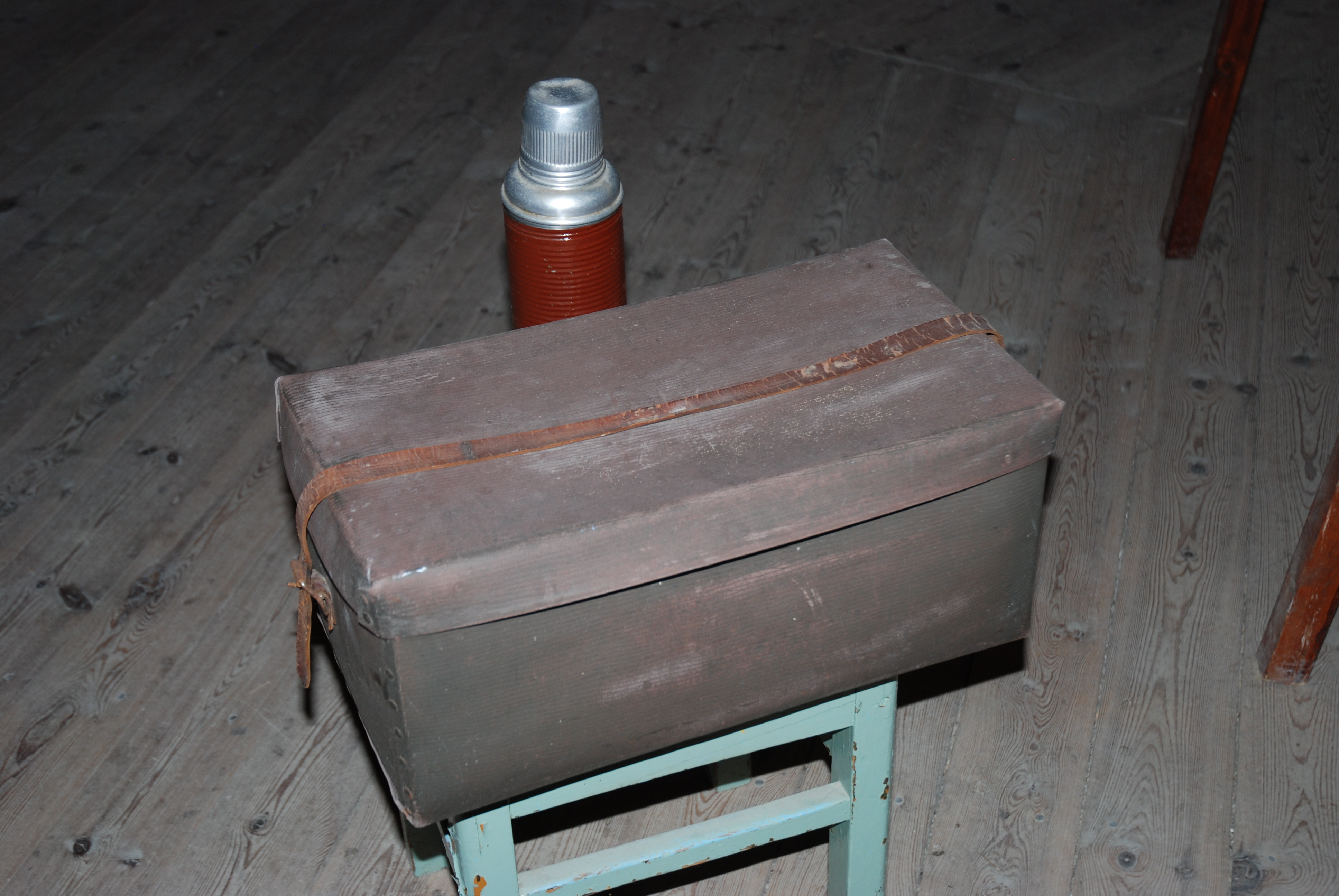
Unicabok för matsäck

Vulkanfiber är en homogen massa som till nära 100 % består av cellulosa.
Svenskt handelsnamn är Unica. Andra namn är Armite, Forbon, Peerless eller Vulkanex. På tyska kallas materialet Vulkanfiber, på franska Fibre Vulcanisée. En annan engelskspråkig benämning är  Fish Paper eller fishpaper.

## Tillverkningsprocess
Flera skikt av papper framställt av bomullslump pressas samman under värme. (Tidigare har man även använt jutelump). Detta behandlas sedan med endera av följande metoder.

### Zinkkloridmetoden
Pappret dränks in med en varm 70-procentig zinkkloridlösning som löser cellulosan i pappret och får detta att bli plastiskt och klibbigt (gelatinering). Därefter pressas flera så behandlade pappersskikt samman så att cellulosakedjorna binds till varandra.
När den processen är färdig urlakas fibermassan genom ett osmosförfarande. Detta innebär att halvfabrikatet dras genom flera zinkkloridbad med successivt minskande koncentration, varvid återstående zinkkloridhalt i den gelatinerade massan minskar efter hand. Detta är en mycket tidkrävande process som tar någon vecka för tunnare material, men ända upp till 2 år för tjocka material.
När urlakningen avslutats kan en liten rest av zinkklorid kvarstå, typiskt 0,1 %. Detta saknar oftast betydelse, men i vissa tillämpningar kan föroreningen vara oönskad.

### Svavelsyrametoden
Svavelsyrametoden utförs på liknande sätt som zinkkloridmetoden med den skillnaden att zinkkloriden utbyts mot svavelsyra med något upplöst zink. Vulkanfiber framställt på detta sätt är  nära 100 % ren cellulosa och praktiskt taget helt fritt från förorening efter urlakningen.

### Slutbehandling
Efter urlakningen torkas massan, varvid den krymper och bågnar. Buktigheten avhjälps genom pressning i en kalander.

## Kvaliteter
Vulkanfiber tillhandahålls som skivor, stavar, rör, rullar, remsor eller band i tjocklekar från 0,13 mm till 2,5 cm; på beställning även ännu tjockare. Tillverkning kan ske genomfärgat i ett begränsat antal kulörer. Färgsortimentet kan variera hos olika tillverkare. Färgerna grå, svart, brunröd, ljusröd och högvit förekommer. Om ytterligare kulörer önskas kan ytan på färdig produkt målas i valfri kulör, men ytan blir då inte lika slitstark som genomfärgat material, som behåller färgen även efter skavning.
Vid höga krav på elektrisk och mekanisk hållfasthet är dock färgvalet begränsat till grått (inga färgämnen tillsatta), rött och svart.
Genom små variationer i tillverkningsprocessen kan specialkvaliteter åstadkommas, t.ex.:
- Ämne för fräsning av kugghjul.
- Elastisk kvalitet för tätningspackningar. Detta görs genom en avvägd tillsats med en vattenhållande komponent. Denna kvalitet är dock inte elektriskt isolerande.
- Kvalitet med extra motståndskraft mot elektriskt genomslag. Denna kvalitet finns endast i naturgrå färg, och tjockleken begränsas till området 0,2...1,6 mm.  I svensk tillverkning kallas detta slag LEA.
- Extra böjbar kvalitet.

## Bearbetning
Vulkanfiber låter sig lätt formas genom sågning, hyvling, fräsning, svarvning (görs torrt utan skärolja  ), stansning av upp till 6 mm tjockt material  (med avkall på snittets finhet kan man stansa även material tjockare än 6 mm, om man värmer det till drygt 80 °C). Kan borras, gängas, limmas, slipas, poleras, mönsterpressas, präglas, räfflas, klippas, böjas och vikas.
Runda stänger tillverkas genom svarvning av ämnen med kvadratiskt tvärsnitt i längder upp till omkring 170 cm.
Rör görs genom lindning av gelatiniserat band runt en spindel av rostfritt stål. Görs i längder upp till 61 cm med innerdiametrar upp till 10 mm; i längder upp till 76 cm vid innerdiameter därutöver.  När stora väggtjocklekar krävs skjuter man in ett eller flera standardrör teleskopiskt i större med passande dimension.
Gjutning av vulkanfiber går dock inte.

## Användningsområden

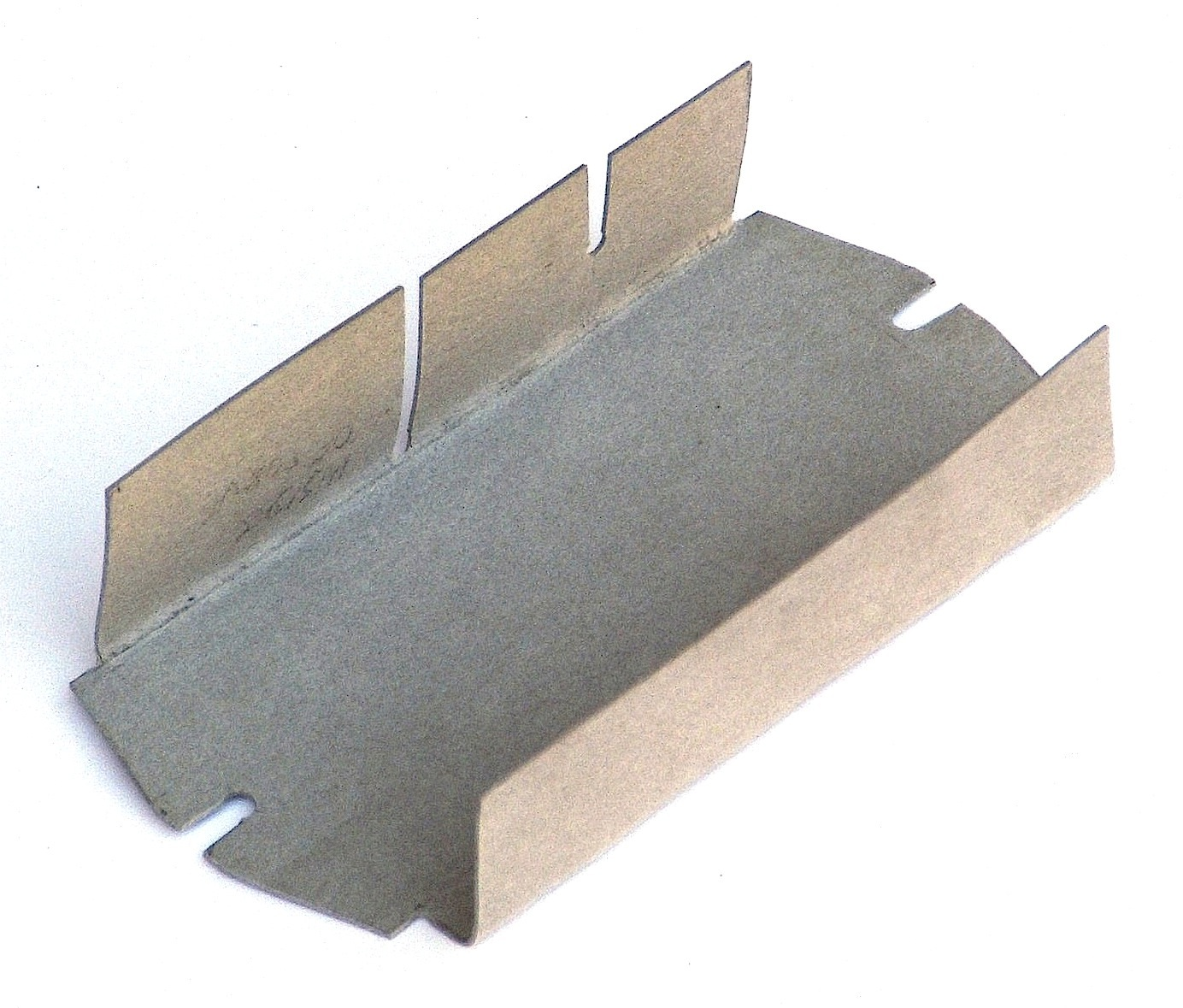
Exempel på ett stansat inlägg av vulkanfiber i elisolations-kvalitet (grå färg), använt som isolation i metallhöljet till ett nätaggregat

Användningsområdena är många: inredning i bilar, till möbler, reseeffekter, isoleringsmaterial i elektrisk apparatur, packningar, handtag, bas i sandpapper, brickor, knivskaft, bromsbelägg, osmotiskt membran, skyddshjälmar och mycket annat.
Kuggväxlar med kugghjul av vulkanfiber behöver inte smörjas, men skadas inte av olja. Vulkanfiberhjul behöver heller inte förses med lagerbussningar. De är 20 % lättare än motsvarande hjul av metall. Kugghjulöverföringar med vulkanfiberhjul arbetar tystare än motsvarande utförda med metallhjul. För att få tyst gång räcker det att bara vart annat kugghjul är av vulkanfiber.
Några udda, och kanske överraskande tillämpningar, är gavlar till varmvattenberedare och ventiler för vatten (dock ej för ånga).

## Egenskaper[1][2]

### Allmänt
Vulkanfiber motstår väta och angrepp från de flesta organiska lösningsmedel. Tål alla slags oljor, svaga syror och svaga baser.
Hög hållfasthet avseende dragpåkänningar. Slitstarkt.
Värmetålig. Kan under obegränsad tid utstå 110 °C; i oljebad 130 °C
Brinner dåligt med gul låga. Röken luktar på samma sätt som rök från brinnande papper. Spridning av brand från brinnande vulkanfiber 13 mm/minut.
Stötsäkert (splittras inte). Fransas inte.
Hög elektrisk resistivitet.

### Specifikation
Densitet
- Normalkvalitet 1 000…1 250 kg/m3. Detta kan jämföras med 2 700 kg/m3 för lättmetallen aluminium.
- Elektrisk isoleringskvalitet 1 200…1 400 kg/m3

Hårdhet (materialtjocklek >6 mm)
- Brinellskala: 10 HB (minimum)
- Rockwellskala: 70 HR

Vattenabsorption
(efter nedsänkning 1 timme i vatten vid 20 °C)
| Materialtjocklek (mm) | Viktökning (%) |
| --------------------- | -------------- |
| 1,5                   | 24             |
| 2                     | 12             |
| 4                     | 6              |
| 8                     | 2              |

Sträckgräns
| Kvalitet             | Materialtjocklek (mm) | Längs maskinriktningen (kg/m2) | Tvärs maskinriktningen (kg/m2) |
| -------------------- | --------------------- | ------------------------------ | ------------------------------ |
| Isolerings- kvalitet | 0,2                   | 10,5                           | 4,4                            |
| Isolerings- kvalitet | 0,3                   | 10                             | 5                              |
| Isolerings- kvalitet | 0,5                   | 9                              | 4                              |
| Isolerings- kvalitet | 1                     | 10                             | 5                              |
| Isolerings- kvalitet | 1,2                   | 9                              | 5                              |
| Isolerings- kvalitet | 1,5                   | 9                              | 5                              |
| Isolerings- kvalitet | 2                     | 9                              | 5                              |
| Normal- kvalitet     | ≦ 3                   | 8                              | 4,5                            |
| Normal- kvalitet     | > 3…13                | 7,5                            | 4,2                            |
| Normal- kvalitet     | > 13                  | 7                              | 3,9                            |

Elastisitetsmodul
(Mätt på 1,5 mm tjockt provstycke)
|                   | Längs maskinriktningen | Tvärs maskinriktningen |
| ----------------- | ---------------------- | ---------------------- |
| Böjning (GPa/m2)  | 64                     | 48                     |
| Dragning (GPa/m2) | 77                     | 51                     |

Elektrisk genomslagshållfasthet
| Kvalitet             | Materialtjocklek (mm) | Spänning (kV) |
| -------------------- | --------------------- | ------------- |
| Isolerings- kvalitet | 0,1                   | 0,8           |
| Isolerings- kvalitet | 0,2                   | 2,5           |
| Isolerings- kvalitet | 0,3                   | 3,5           |
| Isolerings- kvalitet | 0,4                   | 4,5           |
| Isolerings- kvalitet | 0,5                   | 5,5           |
| Normal- kvalitet     | 0,5                   | 4             |
| Normal- kvalitet     | 1                     | 6             |
| Normal- kvalitet     | 1,5                   | 8             |
| Normal- kvalitet     | 2                     | 9             |
| Normal- kvalitet     | 3                     | 11            |
| Normal- kvalitet     | 4                     | 17            |
| Normal- kvalitet     | 5                     | 19            |
| Normal- kvalitet     | 10                    | 24            |
| Normal- kvalitet     | 15                    | 31            |
| Normal- kvalitet     | 20                    | 34            |
| Normal- kvalitet     | ≧ 25                  | 36 (min)      |

Hållfasthet mot ljusbåge
| Provets tjocklek (mm) | Tid (sekunder) |
| --------------------- | -------------- |
| 0,7, 1,5, 3           | >120           |
| 1,6                   | 125            |

Brandtålighet
(Tid innan ett prov fattar eld, antänt av en eluppvärmd metalltråd)
| Provets tjocklek (mm) | Tid (sekunder) |
| --------------------- | -------------- |
| 0,7, 1,5              | 15…29          |
| 3                     | 60...190       |

Friktionskoefficient
- fiber mot fiber 0,16
- fiber mot planslipat gjutjärn 0,21

|                             | Längs maskinriktningen | Tvärs maskinriktningen |
| --------------------------- | ---------------------- | ---------------------- |
| Längdutvidgningskoefficient | 0,0011                 | 0,0017                 |

## Historik
Engelsmannen Thomas Taylor erhöll 1859 det ursprungliga brittiska patentet för vulkanfiber. Industriell tillverkning började 1875 av det av Taylor grundade Vulcanized Fibre Company i Delaware i USA. För tillverkningen användes redan från början kemikaliefri bomullslump. Olika amerikanska företag började under de närmaste decennierna tillverka vulkanfiber och i dag sker tillverkningen på flera håll i världen.